# Ostösterreichischer Grenzlandweg

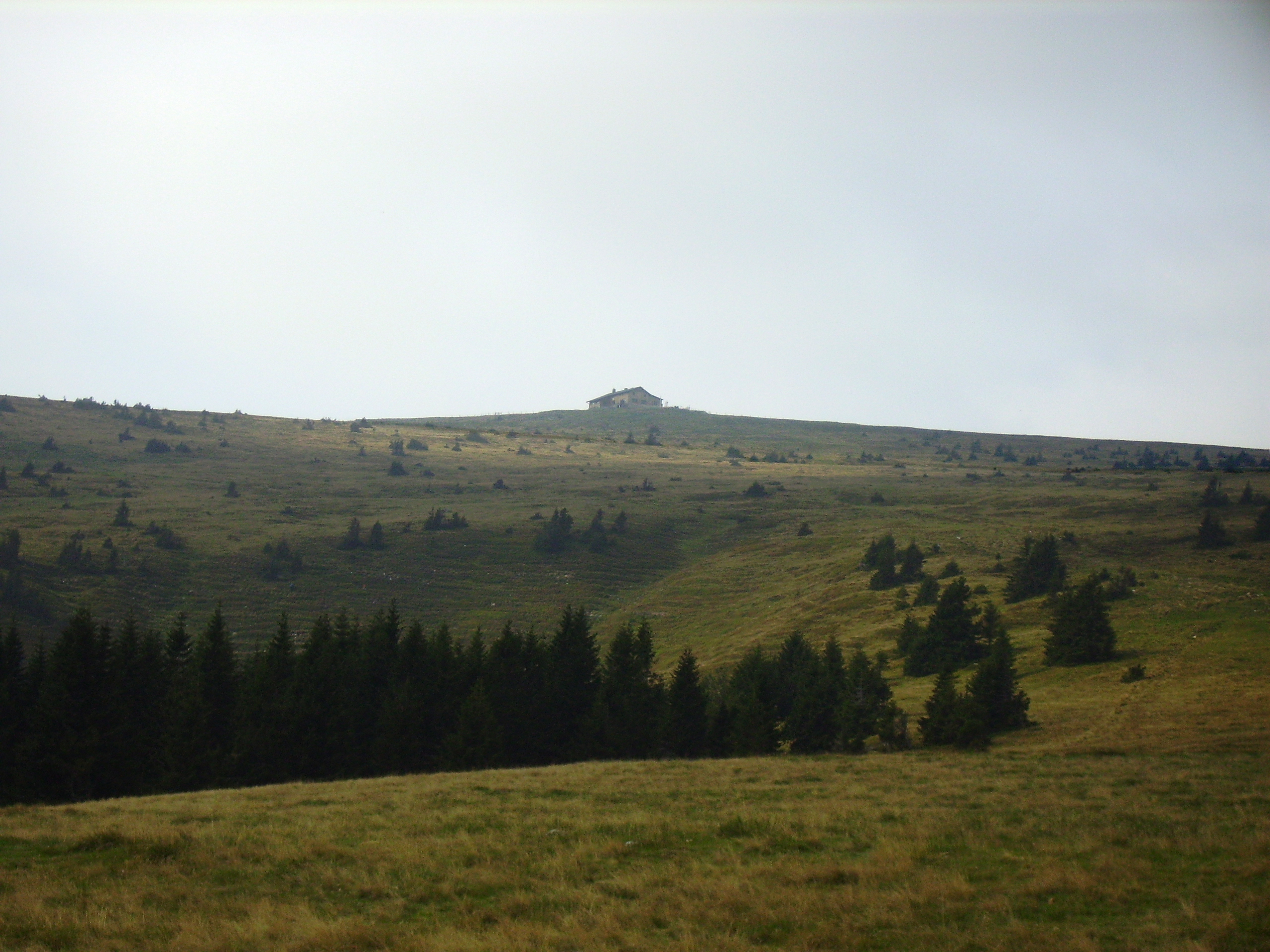
Der Hochwechsel mit dem Wetterkoglerhaus

Der Ostösterreichische Grenzlandweg (auch Österreichischer Weitwanderweg 07) ist ein Weitwanderweg in Österreich vom Nebelstein nach Bad Radkersburg. Er verläuft durch die Bundesländer Niederösterreich, Wien, Burgenland und die Steiermark. Für die Durchwanderung des (auf der Hauptroute) rund 720 km langen Weges ist eine Gehzeit von etwa vier Wochen zu veranschlagen. Er wurde 1979 eröffnet.

## Verlauf
Vom Nebelstein verläuft die Route nach Norden, über Weitra und Gmünd nach Waidhofen an der Thaya. Hierbei sind die ersten 35 Kilometer des Weges, bis kurz hinter Gmünd, gleichzeitig Teil des Eisenwurzenweges. Weiter über Karlstein an der Thaya und Raabs an der Thaya nach Hardegg in den Nationalpark Thayatal. In der bereits im Weinviertel liegenden Stadt Retz endet der Waldviertler Abschnitt des Grenzlandwegs, welcher ident mit dem Thayatalweg 630 ist.
Im Weinviertel führt der Weg über Haugsdorf, Mailberg und Ernstbrunn nach Großrußbach und über den Bisamberg nach Langenzersdorf. Die Bundeshauptstadt Wien wird entlang der Donauinsel durchquert, der fast auf gesamter Länge gefolgt wird. Durch die Lobau gelangt man in den Nationalpark Donau-Auen und schließlich nach Hainburg an der Donau.
Bei Wolfsthal wird die Königswarte überschritten, die als der östlichste Berg Österreichs gilt. Über Kittsee, Nickelsdorf, Frauenkirchen und Illmitz gelangt man an das Ostufer des Neusiedler Sees, welcher mit dem Schiff nach Mörbisch übersetzt wird. Nun wird die Landschaft wieder hügeliger, über den Marzer Kogel gelangt man nach Kobersdorf und Landsee, wo die Burgenlandvariante abzweigt. Durch die Bucklige Welt führt der Weg zu seinem höchsten Punkt, dem Hochwechsel (1743 m).
Nun nach Süden wandernd, wird erst Vorau, nach der Überschreitung des Masenbergs auch Hartberg erreicht. Weiter durch das oststeirische Thermenland über Bad Waltersdorf nach Fürstenfeld und über den Stadtteil Söchau zur Riegersburg. Fehring, Kapfenstein und Sankt Anna am Aigen lauten die Ziele des letzten Abschnitts, bevor Bad Radkersburg erreicht wird. Ein Stein am Rande des Kurparks markiert den Endpunkt des Ostösterreichischen Grenzlandwegs (und gleichzeitig den Startpunkt des Südalpenwegs, dem bis Sillian gefolgt werden kann).
Burgenlandroute
Ab Landsee gibt es im Burgenland eine eigene Route, welche meist unweit der Grenze zu Ungarn verläuft. Sie führt nach Lockenhaus und auf den Geschriebenstein, nach Rechnitz erreicht man das Weinbaugebiet Eisenberg an der Pinka. Kohfidisch und Güssing sind die nächsten Orte, nach der Durchquerung der Täler von Lafnitz und Raab erreicht man die Dreiländerecke zwischen Österreich, Ungarn und Slowenien. In Sichauf nahe St. Anna am Aigen trifft die Variante wieder auf die Hauptroute.

## Markierung

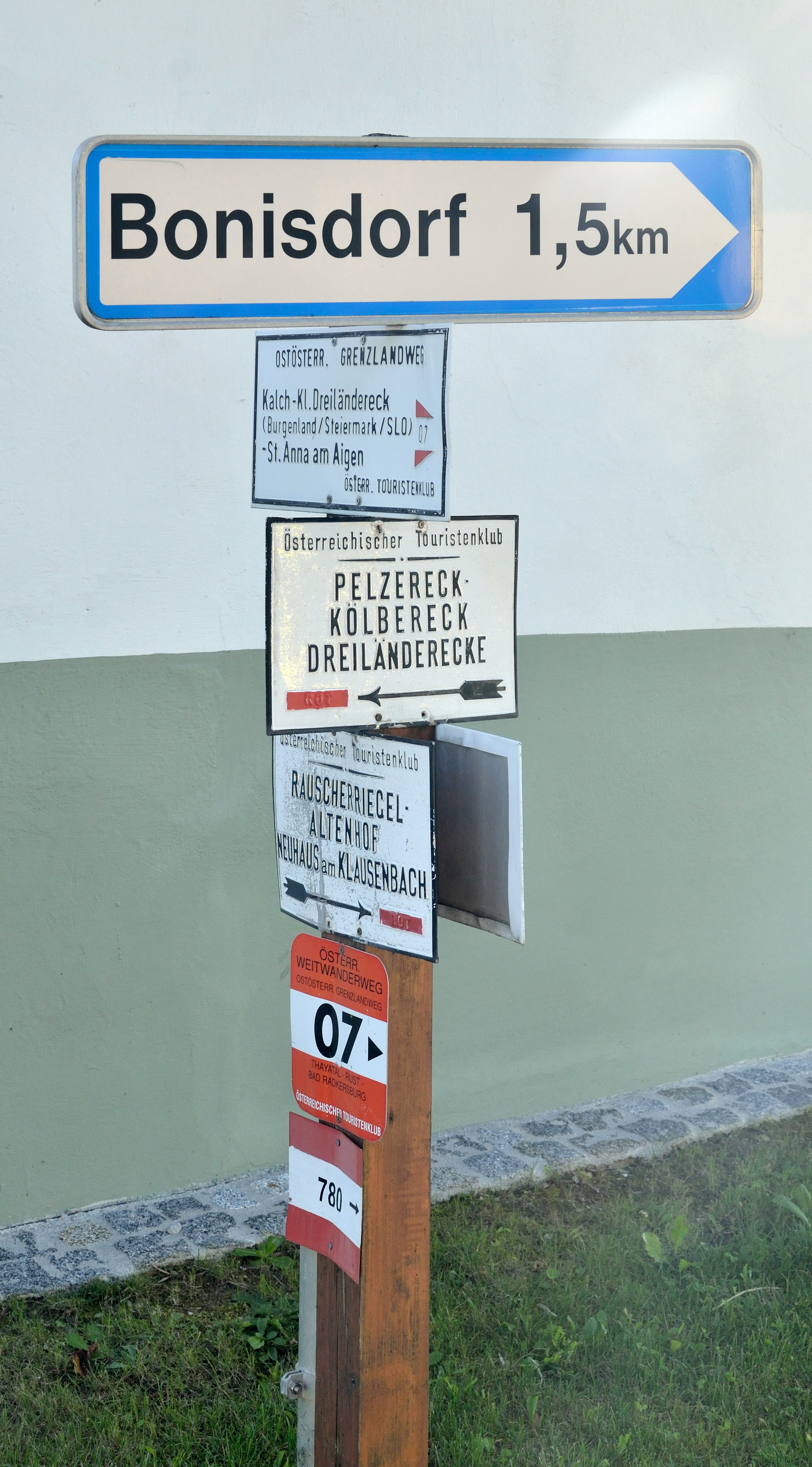
Rot-weiß-rote Markierungstafel

Der Weg ist mit rot-weiß-roten Markierungen und der Wegnummer 07 gut beschildert. Teilstrecken des Weitwanderweges sind mit 607, 707 und 907 (z. B. Retz-Hainburg: 607) bezeichnet. Neben der Burgenlandroute gibt es mehrere vergleichsweise kurze Varianten (z. B. zur Umgehung des Hochwechsels bei Schlechtwetter), die mit 07A gekennzeichnet sind.
Der Verlauf des Weitwanderwegs 07 wird durch die österreichischen alpinen Vereine festgelegt, Ansprechpartner und Auskunftsstelle ist die Sektion Weitwanderer des Österreichischen Alpenvereins. Nach Durchwanderung des Weges kann dort ein Abzeichen angefordert werden.

## Europäische Fernwanderwege
Der Abschnitt vom Nebelstein bis Wolfsthal ist Teil des Europäischen Fernwanderwegs E8, ab Wien bis in den Bereich Lockenhaus ist der Weg auch Teil des Europäischen Fernwanderwegs E4. Beide Fernwanderwege werden jedoch nur selten zusätzlich mit eigenen Markierungen oder Tafeln ausgezeichnet.